# Plaza de Armas de Coquimbo
La plaza de Armas de Coquimbo es la principal plaza ubicada en el centro de la ciudad chilena de Coquimbo, en la región del mismo nombre. Ocupa la mitad de la cuadra comprendida por las calles Aldunate, Las Heras, Melgarejo y Borgoño. El resto de dicha cuadra está ocupada por los edificios de la Municipalidad de Coquimbo, la Cruz Roja Chilena, el Registro Civil, la Gobernación Provincial de Elqui, una sucursal de Correos de Chile, la Plaza Gabriela Mistral, el Domo Cultura Ánimas y otros servicios públicos.

## Historia
El 10 de noviembre de 1846 el Fisco adquirió los terrenos donde actualmente se ubica la plaza, estos terrenos fueron donados por los herederos de Buenaventura Argandoña. Sin embargo, el hermoseamiento de la plaza de Armas recién se inició en 1868, cuando el gobernador Francisco Antonio Varela ordenó plantar diversas especies de árboles en el terreno. En 1872 el empresario Maximiano Errázuriz instala una pila de agua importada desde Europa, y en 1887 se instalan en la plaza los primeros faroles eléctricos de la ciudad.
El 17 de septiembre de 1910, y con motivo de las celebraciones por el Centenario de Chile, fue inaugurado un quiosco de retreta donado por la colonia libanesa. En mayo de 1930 se ordenó ensanchar y reacondicionar la plaza. En 1951 fue instalado en la plaza un monumento en homenaje a Arturo Prat, obra del escultor José Carocca Laflor, y que fue trasladado a Tongoy en 1980.
El 13 de octubre de 1958 se inició la construcción de un nuevo quiosco de retreta y un espejo de agua en el extremo norte de la plaza de Armas. En abril de 1959 fue desarmado el antiguo quiosco de 1910, el cual fue trasladado a la plaza del sector de La Herradura, permaneciendo allí por más de 30 años. El 18 de marzo de 1967 fueron inaugurados por el presidente Eduardo Frei Montalva los edificios de la Gobernación Departamental de Coquimbo y Correos y Telégrafos, ubicados frente a la Plaza de Armas.

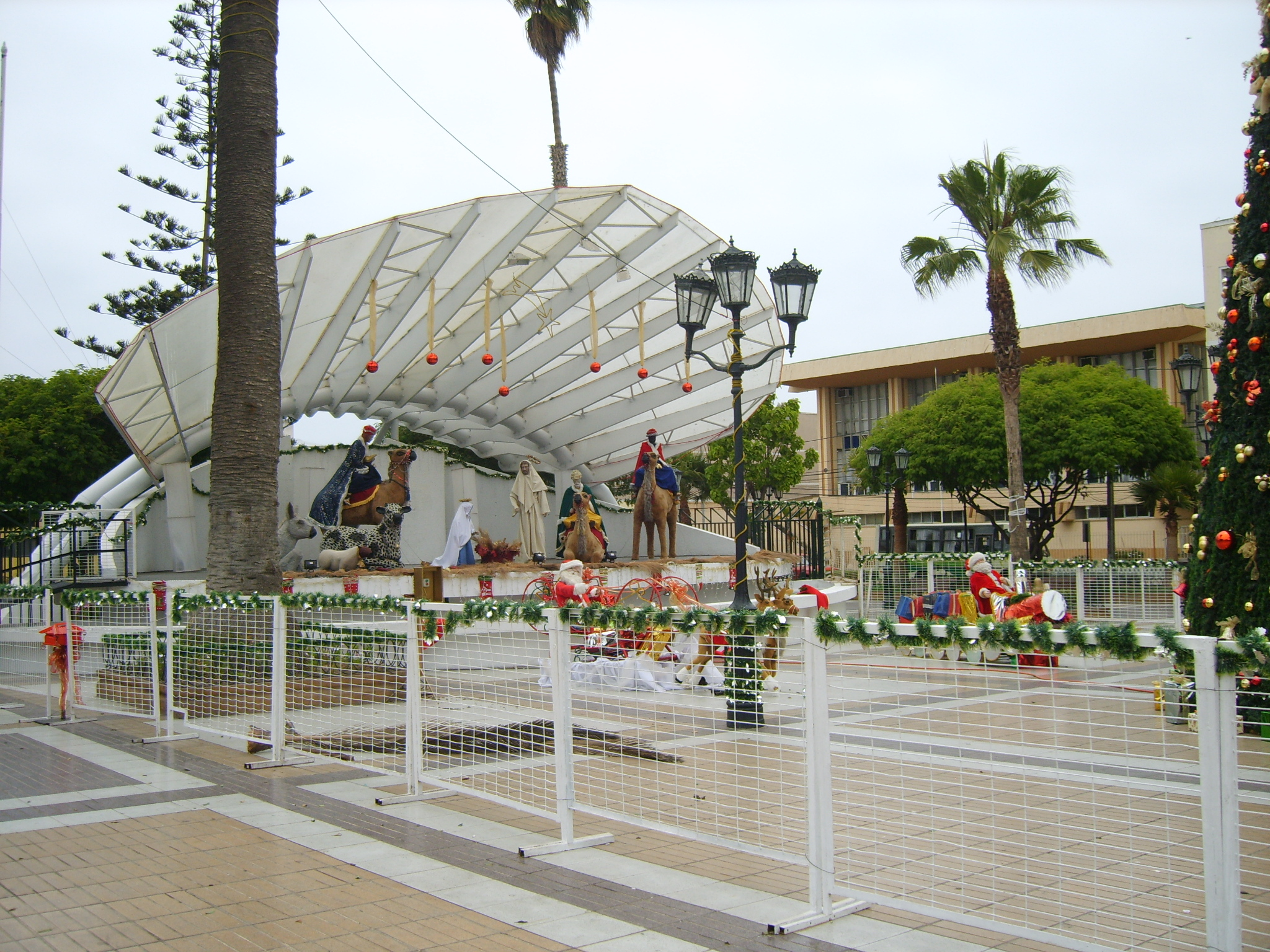
Concha acústica inaugurada en 2005.

En 1980 la Municipalidad de Coquimbo, bajo la gestión del alcalde Jorge Morales Adriasola, inició la construcción de un nuevo quiosco de retreta, denominado «concha acústica» a raíz de la forma de la estructura, y un juego de aguas danzantes, sumado a una remodelación completa de la plaza, la cual fue reinaugurada el 30 de diciembre del mismo año. A fines de 2003 el techo que cubría al escenario del quiosco se derrumbó debido a fatiga de materiales, con lo que la estructura fue retirada del lugar.
En 2004 el alcalde Pedro Velásquez, junto con el Consejo Municipal, ordenaron la reconstrucción de la plaza de Armas, con lo que se reemplazaron las baldosas, se reemplazó la destruida concha acústica, se instaló un nuevo juego de aguas danzantes, y se construyó un monumento a los poetas Gabriela Mistral y Pablo Neruda. Las obras fueron inauguradas el 7 de mayo de 2005.